# Балерсдорф
Балерсдорф (фр. Ballersdorf) насеље је и општина у источној Француској у региону Алзас, у департману Горња Рајна која припада префектури Алткирх.
По подацима из 2011. године у општини је живело 808 становника, а густина насељености је износила 75,37 становника/km². Општина се простире на површини од 10,72 km². Налази се на средњој надморској висини од 303 метара (максималној 387 m, а минималној 292 m).

## Демографија
| 1962. | 1968. | 1975. | 1982. | 1990. | 1999. | 2011. |
| ----- | ----- | ----- | ----- | ----- | ----- | ----- |
| 600   | 602   | 617   | 659   | 642   | 719   | 808   |

График промене броја становника у току последњих година